# Борци Доњи
Борци Доњи су насељено мјесто у Босни и Херцеговини у општини Котор Варош, ентитет Република Српска. Према попису становништва из 1991. у насељу је живјело 419 становника.

## Становништво
Према попису становништва из 1991. године, мјесто је имало 419 становника.
| Демографија (Борци) (Борци) (Борци) | Демографија (Борци) (Борци) (Борци) | Демографија (Борци) (Борци) (Борци) |
| Година                              | Становника                          | Становника                          |
| ----------------------------------- | ----------------------------------- | ----------------------------------- |
| 1961.                               | 1.351                               |                                     |
| 1971.                               | 1.336                               |                                     |
| 1981.                               | 1.177                               |                                     |
| 1991.                               | 415                                 |                                     |